# NGC 5637
NGC 5637 (другие обозначения — UGC 9293, MCG 4-34-37, ZWG 133.69, KUG 1426+234, IRAS14267+2324, PGC 51736) — галактика в созвездии Волопас.
Этот объект входит в число перечисленных в оригинальной редакции «Нового общего каталога».